# پارک ملی دریاچه کووادا
پارک ملی دریاچه کووادا (ترکی استانبولی: Kovada Gölü Milli Parkı) یک پارک ملی و دریاچه در استان اسپارتای کشور ترکیه است.